# Jogos da Lusofonia
Os Jogos da Lusofonia são um evento multidesportivo entre países de língua portuguesa, constituindo uma espécie de Jogos Olímpicos disputados entre os diversos países lusófonos.

## Competição
"Unidos pelo desporto", este é o lema da Associação dos Comités Olímpicos de Língua Oficial Portuguesa (ACOLOP), que foi fundada em 8 de Junho de 2004, com objetivo de integrar o mundo lusófono pelo desporto e já oficialmente reconhecida pelo Comité Olímpico Internacional.
O português é o idioma oficial de Angola, Brasil, Cabo Verde, Guiné-Bissau, Macau, Moçambique, Portugal, São Tomé e Príncipe, Timor-Leste e, desde 2007, da Guiné Equatorial. Atualmente, é a quarta língua materna mais falada do mundo, com cerca de 260 milhões de falantes nativos, estando quase 5 milhões deles espalhados por outros países do mundo (principalmente EUA, Canadá, França, Reino Unido, entre outros).
Membros associados da ACOLOP, Guiné Equatorial, Índia e Sri Lanka, países onde o português não é a língua oficial, foram convidados a participar dos Jogos da Lusofonia. A influência do Império Português sobre os continentes africano, asiático e oceânico, durante a Era dos Descobrimentos, explica a perpetuação de variações da língua portuguesa em algumas regiões dessas três nações.
A Galiza, onde o galego é lingua oficial (galego que a par do português deriva do galego-português), tem sido convidada para participar nos Jogos, tendo ficado fora deles por causa do desinteresse mostrado pelo governo autónomo.
São membros fundadores da ACOLOP: Angola, Brasil, Cabo Verde, Guiné-Bissau, Macau (RAE da República Popular da China), Moçambique, Portugal, São Tomé e Príncipe, Timor-Leste, e, como membros associados, Guiné Equatorial, Índia (Goa) e Sri Lanka.
A criação dessa entidade vem tornar realidade um sonho antigo das nações envolvidas - os Jogos da Lusofonia - seguindo os exemplos dos Jogos da Comunidade Britânica (Jogos da Commonwealth) e Jogos da Francofonia (Jogos Francófonos).

## Edições
Os Jogos da Lusofonia já completaram três edições: duas na Ásia, uma na Europa. Duas ocorreram no território de membros plenos da ACOLOP (Macau e Portugal), no entanto a terceira edição teve como sede um membro associado (Goa/Índia), também localizado no continente asiático. Moçambique lançou sua candidatura para sediar os Jogos em 2017, mas o evento acabou por ser cancelado.
| Ano  | Jogos | Sede   | País                    | Data                          | Maior medalhista  | Desempenho do anfitrião  |
| ---- | ----- | ------ | ----------------------- | ----------------------------- | ----------------- | ------------------------ |
| 2006 | I     | Macau  | Macau (R.A.E. da China) | 7 de outubro - 15 de outubro  | Brasil (29-19-9)  | Macau: 6.º (0-3-11)      |
| 2009 | II    | Lisboa | Portugal                | 11 de julho - 19 de julho     | Brasil (33-23-20) | Portugal: 2.º (25-34-15) |
| 2014 | III   | Goa    | Índia                   | 18 de janeiro - 29 de janeiro | Índia: (37-27-28) | Índia: 1.º (37-27-28)    |
| 2017 | IV    | Maputo | Moçambique              | cancelados                    | cancelados        | cancelados               |

### Macau 2006
Os primeiros Jogos da Lusofonia foram realizados em Macau (China) de 7 a 15 de outubro de 2006. Com a presença de 733 atletas de nove países, inclusive a bicampeã olímpica portuguesa Fernanda Ribeiro, mas não a moçambicana Maria Mutola, que se encontrava lesionada.
A primeira edição dos Jogos contou com as seguintes modalidades (d)esportivas: atletismo, basquetebol, futebol, futsal, taekwondo, tênis de mesa, voleibol e voleibol de praia.

### Lisboa 2009
A segunda edição dos jogos ocorreu em 2009 sendo a sua organização atribuída a Portugal. Embora tenham demonstrado interesse em participar desta segunda edição, Gana e a ilha indonésia das Flores não estiveram presentes nos Jogos. Entretanto houve a estreia da Guiné Equatorial, do judô e de três eventos para atletas com deficiência. Foram por volta de 1500 atletas distribuídos por 70 eventos em dez modalidades (d)esportivas entre os dias 11 e 19 de julho de 2009, sem contar eventos paralelos que não foram incluídos na contagem para o quadro de medalhas.

### Goa 2014
A terceira edição dos jogos foram realizados em 2014 no estado de Goa na Índia. A sede só foi confirmada quando o Brasil desistiu da candidatura desta edição. Estava inicialmente previsto para ocorrer de 2 a 10 de dezembro de 2013, mas foi adiado para 18 a 29 de janeiro de 2014 em virtude de atrasos de obras. O maior medalhista foram os donos da casa e em segundo lugar ficou Portugal. O Brasil, tradicionalmente a maior nação vencedora dos Jogos da Lusofonia, optou por não enviar sua delegação de atletas em forma de protesto devido ao atraso das obras, o que afetou grande parte das competições marcadas para o evento. Somente sete atletas brasileiros do wushu competiram em 2014, de maneira independente do Comitê Olímpico do Brasil.

### Futuras edições
A quarta edição deveria ter sido realizada na cidade de Maputo, em Moçambique em 2017, mas nunca aconteceu. Mais tarde, Angola propôs ser anfitriã da edição de 2021, mas nunca chegou a confirmar a candidatura. Não há de momento planos para os próximos Jogos da Lusofonia.

## Delegações participantes

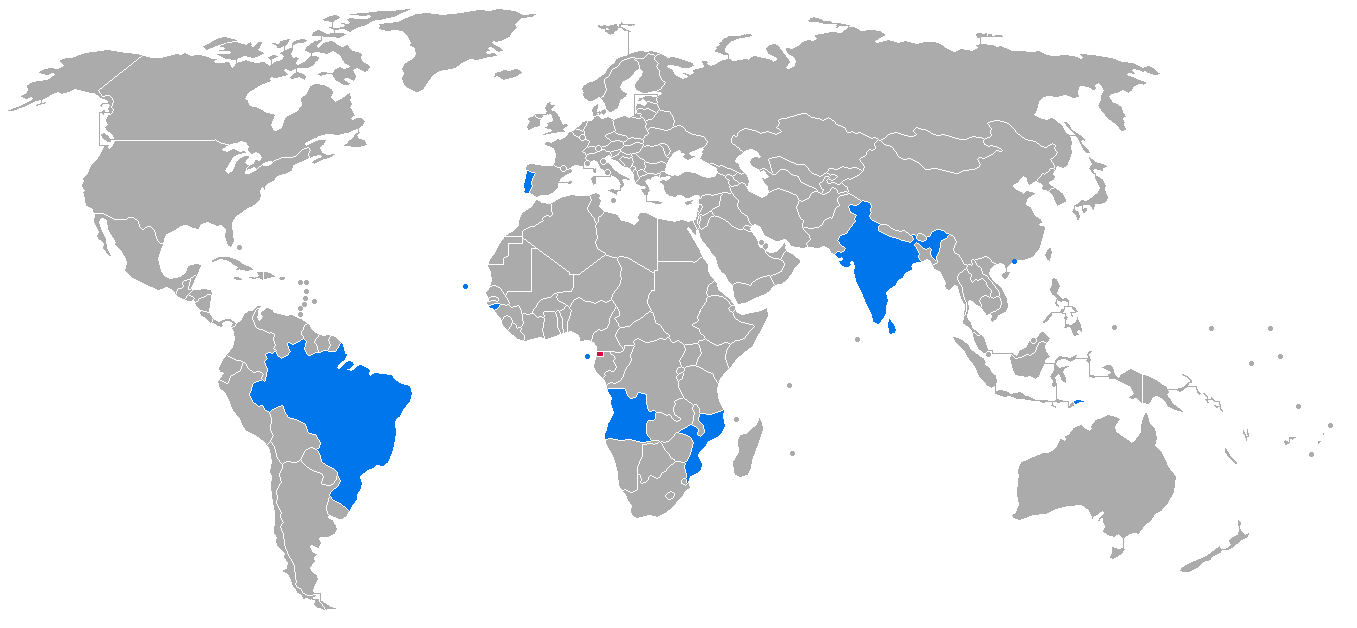
Localização dos participantes dos Jogos da Lusofonia no mapa-múndi. Azul para os estreantes em 2006 e vermelho para o estreante nos 2009.

Todos os membros fundadores da ACOLOP já participaram dos Jogos da Lusofonia. A Guiné Equatorial foi o último a estrear nos jogos, pois somente enviou a sua delegação nos Jogos de 2009, a segunda edição.
| Delegações          | Posição nos Jogos | Posição nos Jogos | Posição nos Jogos | Total |
| Delegações          | 2006              | 2009              | 2014              | Total |
| ------------------- | ----------------- | ----------------- | ----------------- | ----- |
| Angola              | 7.°               | 3.°               | 5.º               | 3     |
| Brasil              | 1.º               | 1.º               | 7.º               | 3     |
| Cabo Verde          | 5.º               | 5.º               | 9.º               | 3     |
| Guiné-Bissau        | 10.º              | —                 | 8.º               | 3     |
| Guiné Equatorial    | ✗                 | —                 | —                 | 2     |
| Índia               | 8.º               | 5.º               | 1.º               | 3     |
| Macau               | 6.º               | 4.º               | 3.º               | 3     |
| Moçambique          | 4.º               | 9.º               | 6.º               | 3     |
| Portugal            | 2.º               | 2.º               | 2.º               | 3     |
| São Tomé e Príncipe | 8.º               | 5.º               | 10.º              | 3     |
| Sri Lanka           | 3.º               | 8.º               | 4.º               | 3     |
| Timor-Leste         | 10.º              | —                 | 11.º              | 3     |
| Total               | 11                | 12                | 12                |       |

## Modalidades
Entre as modalidades esportivas já disputadas nos Jogos da Lusofonia estão o atletismo, o basquetebol, o futebol, o futsal, o judô, o taekwondo, o tênis de mesa, o voleibol e o voleibol de praia. O judô estreou somente em Lisboa, na segunda edição dos jogos. Ainda nesta edição, três eventos para atletas com deficiência foram incluídos no programa do atletismo como demonstração, sendo que um deles não contou na tabela das medalhas devido a que a demonstração só figurou um atleta. Houve também uma outra mudança numa das provas de atletismo: a meia maratona, competida na primeira edição, foi substituída pela estrada 10 km.
Vale salientar que só há o torneio de futebol e futsal para os homens. O mesmo tinha acontecido com o taekwondo, mas que ganhou a participação feminina em 2009.
| Modalidade                | 2006 | 2009 | 2014 | Total |
| ------------------------- | ---- | ---- | ---- | ----- |
| Atletismo                 | ✓    | ✓    | ✓    | 3     |
| Desporto para deficientes | ✗    | ✓    | ✓    | 2     |
| Basquetebol               | ✓    | ✓    | ✓    | 3     |
| Futebol                   | ✓    | ✓    | ✓    | 3     |
| Futsal                    | ✓    | ✓    | ✗    | 2     |
| Judô                      | ✗    | ✓    | ✓    | 2     |
| Taekwondo                 | ✓    | ✓    | ✓    | 3     |
| Tênis de mesa             | ✓    | ✓    | ✓    | 3     |
| Voleibol                  | ✓    | ✓    | ✓    | 3     |
| Voleibol de praia         | ✓    | ✓    | ✓    | 3     |
| Wushu                     | ✗    | ✗    | ✓    | 1     |
| Total                     | 8    | 10   | 10   |       |

## Quadro total de medalhas
O quadro de medalhas lista todas as delegações que participaram em pelo menos uma edição dos Jogos da Lusofonia.
| Classificação | País                |      |      |      |       |      |      |      |       |      |      |      |       | Total |
| Classificação | País                | 2006 | 2009 | 2014 | Total | 2006 | 2009 | 2014 | Total | 2006 | 2009 | 2014 | Total | Total |
| ------------- | ------------------- | ---- | ---- | ---- | ----- | ---- | ---- | ---- | ----- | ---- | ---- | ---- | ----- | ----- |
| 1             | Brasil              | 29   | 33   | 2    | 64    | 19   | 23   | 1    | 43    | 9    | 20   | 3    | 32    | 139   |
| 2             | Portugal            | 12   | 25   | 18   | 55    | 18   | 34   | 20   | 72    | 21   | 15   | 12   | 48    | 175   |
| 3             | Índia               | 0    | 1    | 37   | 38    | 1    | 1    | 27   | 29    | 2    | 5    | 28   | 35    | 102   |
| 4             | Macau               | 0    | 1    | 15   | 16    | 3    | 3    | 9    | 15    | 11   | 8    | 14   | 33    | 64    |
| 5             | Sri Lanka           | 3    | 1    | 7    | 11    | 2    | 0    | 11   | 13    | 1    | 4    | 13   | 18    | 42    |
| 6             | Angola              | 0    | 4    | 5    | 9     | 3    | 1    | 8    | 12    | 2    | 9    | 14   | 25    | 46    |
| 7             | Moçambique          | 3    | 0    | 4    | 7     | 0    | 3    | 4    | 7     | 3    | 2    | 5    | 10    | 24    |
| 8             | Cabo Verde          | 1    | 1    | 1    | 3     | 1    | 1    | 6    | 8     | 4    | 5    | 5    | 14    | 25    |
| 9             | Guiné-Bissau        | 0    | 0    | 2    | 2     | 0    | 0    | 1    | 1     | 1    | 0    | 0    | 1     | 4     |
| 10            | São Tomé e Príncipe | 0    | 1    | 0    | 1     | 1    | 1    | 1    | 3     | 2    | 5    | 0    | 7     | 11    |
| 10            | Timor-Leste         | 0    | 0    | 0    | 0     | 0    | 0    | 0    | 0     | 1    | 0    | 1    | 2     | 2     |
| -             | Guiné Equatorial    | 0    | 0    | 0    | 0     | 0    | 0    | 0    | 0     | 0    | 0    | 0    | 0     | 0     |
| Total         | Total               | 206  | 206  | 206  | 206   | 203  | 203  | 203  | 203   | 225  | 225  | 225  | 225   | 634   |